# Petr Fjodorovič Čajkovskij
Petr Fjodorovič Čajkovskij rodným jménem Čajka (rusky: Пётр Фёдорович Чайко́вский, Ча́йка; ukrajinský: Петро Федорович Чайковський; také: Petr Fjodorowyč Czajkowsky; 1745 – 18. září 1818) byl vojenským lékařem v carské ruské armádě a také starostou okresního města Glázov v gubernii Vjatka. Petr Fjodorovič Čajkovskij je známý především jako dědeček stejnojmenného skladatele Petra Iljiče Čajkovského, ale zemřel 22 let před jeho narozením.

## Životopis
Petr Fedorovič Čajkovskij se narodil ve vesnici Nikolayevka Troitskoye, Poltavský pluk, poblíž města Poltava (nyní Troitskoye, Poltava Oblast) v roce 1745. Rodiče ho poslali studovat na Kyjevsko-mohylovskou akademii v Kyjevě, kde „zušlechtil“ své jméno a začalo se mu říkat Čajkovskij.   Odtud byl v roce 1769 přeložen k dalšímu výcviku do Vojenské zemské nemocnice v Petrohradě.   Zachovala se petice adresovaná císařovně Kateřině II. s žádostí o jeho přijetí k doktorandskému studiu. Po ukončení výcviku jako asistent lékaře byl poslán do aktivní armády, kde se zúčastnil rusko-turecké války v letech 1768-1774. Od 15. června 1769 sloužil „ve službách Jejího císařského Veličenstva“ jako student ve Všeobecné nemocnici, od 26. března 1770 jako lékař a od 15. listopadu 1772 jako lékař. V roce 1776 byl jmenován městským lékařem v Kunguru v Permské gubernii, kde se téhož roku oženil s 25letou Anastasií Stepanovnou Posokhovou, která nedávno ztratila otce.   Dekretem císařovny ze 14. března 1782 byl Čajkovskij převeden z Kunguru do gubernie Vjatka s platem 140 rublů ročně.   Osvědčení připojená k dekretu o jmenování do Vyatky ho charakterizovala takto:
```
 "Dekretem Jejího císařského veličenstva předal vladimirský pěší pluk tento pluk lékaři Petru Čajkovskému s tím, že je v dobrém stavu, skvěle se stará o nemocné, neodchází ze služby, nehlásí se k nemocným z lenosti. a choval se slušně a navíc v taženích proti nepříteli plnil svěřené postavení kompetentně a příkladně, za což jsou jeho přání hodna všech požadavků... 
```

- Plukovník Sergej Filatnikov, 1777:
```
 "Doktoru Piotru Czajkowskému byl předán, protože je ve velmi dobrém stavu, má poměrně zručnost a znalosti v oblasti lékařsko-chirurgických věd, je svědomitý a horlivý v jednání s nemocnými."
```

```
 - Doktor Karl a štábní lékař Gamalyan, Perm, 
10. prosince
 
1781
```

V roce 1783 byla lékařské komisi zaslána petice z gubernie Vyatsky:
```
Doktor Čajkovskij by měl být odměněn za své služby a úsilí během poslední turecké války během tažení, zejména za použití vojáků nakažených morem... je v dobré kondici, kvalifikovaný a svědomitý v lékařství, ve zdejším provinční město urychleně napravuje své postavení lékaře a své umění, všichni jsou šťastní v místní společnosti nemocných, udělte mu prosím titul doktora a přijměte ho na volné místo lékaře ve zdejším městě.“
```

24. května 1784 byl povýšen do funkce štábního lékaře.   V roce 1785 byla dekretem Kateřiny II. šlechtická práva ve Vyatce udělena 127 lidem, včetně Petra Fedoroviče Čajkovského.   23. dubna 1789 byl rozhodnutím státní lékařské komise na jeho žádost propuštěn ze služby. Od 20. srpna téhož roku působil jako civilní šlechtický asesor u svědomitého soudu Vjatka. V lednu 1795 začal vykonávat funkci starosty ve městě Slobodskoye, poté byl v prosinci 1796 přeložen do Głazówa, kde tuto funkci zastával přes 20 let, až do své smrti v roce 1818.

## Rodina
Jeho otcem byl kozák Fjodor Afanasjevič Čajka (1695–1767) a matkou Anna Čajčicha (1717–?). Petr Fedorovič Čajkovskij je druhým dítětem v rodině.
Petr Fjodorovič Čajkovskij a jeho manželka Anastazja Stepanovna Czajkowska (* 1751) rozená Posokhov (babička Petra Iljiče Čajkovského) měli 20 dětí. Ilja Petrovič Čajkovskij, otec skladatele Petra Iljiče Čajkovského, byl nejmladší z dětí.